# Pristimantis marcoreyesi
Pristimantis marcoreyesi es una especie de anfibio anuro de la familia Craugastoridae.

## Distribución geográfica
Esta especie es endémica de la provincia de Tungurahua en Ecuador. Habita entre los 2400 y 3131 m sobre el nivel del mar en la cuenca alta del río Pastaza.

## Descripción
Los 14 especímenes masculinos adultos observados en la descripción original miden entre 13 y 22 mm de longitud estándar y las 6 especímenes adultas femeninas observadas en la descripción original miden entre 24 y 30 mm de longitud estándar.

## Etimología
Esta especie lleva el nombre en honor a Marco Miguel Reyes-Puig.

## Publicación original
- Reyes-Puig, Reyes-Puig, Ramírez-Jaramillo, Pérez-L. & Yánez-Munoz, 2015 "2014": Tres nuevas especies de ranas terrestres Pristimantis (Anura: Craugastoridae) de la cuenca alta del Río Pastaza, Ecuador/Three new species of terrestrial frogs Pristimantis (Anura: Craugastoridae) from the upper basin of the Pastaza River, Ecuador. Avances en Ciencias e Ingenieras, Quito, Sección B, vol. 6, p. 51–62[3]